# 闇
《闇》（英語：Dark）是一部由巴兰·博·奥达尔和扬特耶·弗里泽共同開創的德國科幻驚悚網路影集。影集設定在一個虛構德国小鎮——溫登，講述了當地一名孩童失蹤，促使四個家庭不顧一切地尋找答案，繼而揭發某個出人意料，且綿延三代的秘密。《闇》探索了時間存在的意義和其對人性的影響。
《闇》是Netflix的第一部德語原創影集，2017年12月1日於Netflix串流服務首映。 第一季獲得了大部分評論家的正面評價，也被評論家跟Netflix的另一部影集《怪奇物語》進行比較。
《闇》第2季於2019年6月21日發佈，受到評論稱讚。最終季第3季則於2020年6月27日上線。

## 劇情
德國小鎮溫登開始有兒童陸續失蹤，重新點燃了居住在那裡的四個家族，他們分崩離析、過著雙面生活且有著黑暗的過往，並揭露了一個橫跨四代的秘密。影集跟隨三個人的視角：约纳斯·坎瓦尔德——一名難以接受父親自殺的青少年；烏利希·尼爾森警官——他的弟弟在33年前失蹤了；以及警察局長夏綠蒂·多普勒。
故事開始於2019年，後透過時空旅行將故事線延伸到1986年和1953年，於此同時影集幾個核心家庭中的某些成員意識到，當地核電廠地下的洞穴存在一個蟲洞，而核電廠是由在當地頗有影響力的蒂德曼家族管理。在第一季中，關於康瓦、尼爾森、多普勒和蒂德曼家族的秘密開始被揭露，隨著失蹤的兒童與小鎮的歷史和居民之間的聯繫越來越明顯，他們的生活開始瓦解。
第二季繼續講述第一季終幾個月後，分別在2020年、1987年和1954年的幾個密不可分的家庭試圖與失蹤的親人重聚。新增的故事線則設置在2053年和1921年，為謎題添加了更多層面，並探索了秘密的西蒙多組織——為溫登居民的終極命運而在悄然戰鬥的一股主要力量。同時本季不斷倒數計算著世界末日到來——將摧毀溫登並使許多當地居民喪生。
第三季也是最後一季，故事依循四個家庭在2020年世界末日之後穿插時空而進行。同時帶引出另一個平行世界，此世界繫連著第一季的事態。 第三季包括第一世界的1888年、1954年、1987年、2020年和2053年，以及第二世界的2019年和2052年，各個群體各自在兩個世界進一步發展自己的期望。

## 演員和角色
第1季主要發生在2019年，故事線擴展到1986年和1953年，以及在當季最後一幕的2052年，一些角色由多名演員飾演不同的年齡。
第2季發生在第1季後幾個月，分別描繪在2020年、1987年和1954年的初始故事，並同時繼續2053年的未來故事線，以及新增了在1921年的第五條故事線。
第3季發展出以1888年為背景的故事情節，以及以許多主要角色在第二個平行世界出現的另一個狀況。 

### 主要角色
| 角色                             | 描述 | 生命時期 | 演員                  | 出場季數        | 出場季數        | 出場季數        |
| 角色                             | 描述 | 生命時期 | 演員                  | 1               | 2               | 3               |
| -------------------------------- | --- | -------- | --------------------- | --------------- | --------------- | --------------- |
| 約拿·坎瓦尔德                    | 一名高中學生，為他父親自殺的事實苦苦掙扎。 一個時空旅人，被稱為「異鄉人」。 西蒙多的領袖，又名「亞當」。                                                           | 青少年   | 路易斯·霍夫曼         | 主演            | 主演            | 主演            |
| 約拿·坎瓦尔德                    | 一名高中學生，為他父親自殺的事實苦苦掙扎。 一個時空旅人，被稱為「異鄉人」。 西蒙多的領袖，又名「亞當」。                                                           | 成年     | 安德烈亚斯·皮奇曼     | 主演            | 主演            | 主演            |
| 約拿·坎瓦尔德                    | 一名高中學生，為他父親自殺的事實苦苦掙扎。 一個時空旅人，被稱為「異鄉人」。 西蒙多的領袖，又名「亞當」。                                                           | 老年     | 迪特里希·霍林德博伊默 | Does not appear | 主演            | 主演            |
| 米克爾·尼爾森／米夏埃尔·坎瓦尔德 | 本名米克爾·尼爾森，烏利希和卡塔琳娜最小的孩子，在2019年失蹤。 穿越到1986年後被護理師伊内丝收養，改名米夏埃尔·坎瓦尔德。 約拿的父親，一名在影集開頭自殺的藝術家。   | 小孩     | 達安·倫納德·利布倫茨  | 主演            | 主演            | 主演            |
| 米克爾·尼爾森／米夏埃尔·坎瓦尔德 | 本名米克爾·尼爾森，烏利希和卡塔琳娜最小的孩子，在2019年失蹤。 穿越到1986年後被護理師伊内丝收養，改名米夏埃尔·坎瓦尔德。 約拿的父親，一名在影集開頭自殺的藝術家。   | 成年     | 塞巴斯蒂安·鲁道夫     | 主演            | 客串            | 客串            |
| 汉娜·坎瓦尔德                    | 漢娜·克吕格尔，一個害羞的年輕女孩，暗戀烏利希 約拿的母親和麥可的妻子，一名按摩治療師，與烏利希有染                                                                 | 青少年   | 艾拉·李               | 主演            | 客串            | 客串            |
| 汉娜·坎瓦尔德                    | 漢娜·克吕格尔，一個害羞的年輕女孩，暗戀烏利希 約拿的母親和麥可的妻子，一名按摩治療師，與烏利希有染                                                                 | 中年     | 瑪嘉·雄恩             | 主演            | 主演            | 主演            |
| 伊内丝·坎瓦尔德                  | 一個年輕的女孩 米克爾的養母，一名護理師 約拿疏遠的祖母 | 青少年   | 莱娜·乌尔岑多夫斯基   | 常設            | Does not appear | 客串            |
| 伊内丝·坎瓦尔德                  | 一個年輕的女孩 米克爾的養母，一名護理師 約拿疏遠的祖母 | 中年     | 安娜·拉特-波勒        | 主演            | 主演            | 客串            |
| 伊内丝·坎瓦尔德                  | 一個年輕的女孩 米克爾的養母，一名護理師 約拿疏遠的祖母 | 老年     | 安吉拉·溫克勒         | 主演            | Does not appear | Does not appear |
| 塞巴斯蒂安·克吕格尔              | 漢娜的藍領階級的父親 | 中年     | 丹尼斯·舒密特 （）    | 主演            | Does not appear | Does not appear |
| 丹尼爾·康瓦                      | 伊内丝的父親，溫登的警察局長 | 中年     | 弗洛里安·潘茨纳       | 主演            | 客串            | 客串            |
| 瑪莎·尼爾森                      | 烏利希和卡塔琳娜中間的孩子，巴爾托斯的女友和約拿的愛慕對象 溫登世界末日的另一個平行世界倖存者，異次元世界成員，被稱為「女性的異鄉人」 異次元世界領袖，又名「夏娃」 | 青少年   | 麗莎·維卡里           | 主演            | 主演            | 主演            |
| 瑪莎·尼爾森                      | 烏利希和卡塔琳娜中間的孩子，巴爾托斯的女友和約拿的愛慕對象 溫登世界末日的另一個平行世界倖存者，異次元世界成員，被稱為「女性的異鄉人」 異次元世界領袖，又名「夏娃」 | 中年     | 妮娜·克朗雅格         | Does not appear | Does not appear | 主演            |
| 瑪莎·尼爾森                      | 烏利希和卡塔琳娜中間的孩子，巴爾托斯的女友和約拿的愛慕對象 溫登世界末日的另一個平行世界倖存者，異次元世界成員，被稱為「女性的異鄉人」 異次元世界領袖，又名「夏娃」 | 老年     | 芭芭拉·努瑟           | Does not appear | Does not appear | 主演            |
| 馬格努斯·尼爾森                  | 烏利希和卡塔琳娜的長子 西蒙多的成員 一名高中學生，困擾於他弟弟米克爾的失蹤                                                                                         | 青少年   | 莫里茨·傑恩           | 主演            | 主演            | 主演            |
| 馬格努斯·尼爾森                  | 烏利希和卡塔琳娜的長子 西蒙多的成員 一名高中學生，困擾於他弟弟米克爾的失蹤                                                                                         | 中年     | 沃爾夫拉姆·科赫       | Does not appear | 常設            | 主演            |
| 烏利希·尼爾森                    | 一名高中學生，困擾於他弟弟麥斯的失蹤 卡塔琳娜的丈夫；馬格努斯、瑪莎和米克爾的父親；一名警官 精神科病房的病人，被稱為「那個督察」                                   | 青少年   | 路德·伯克曼 （）      | 主演            | Does not appear | 客串            |
| 烏利希·尼爾森                    | 一名高中學生，困擾於他弟弟麥斯的失蹤 卡塔琳娜的丈夫；馬格努斯、瑪莎和米克爾的父親；一名警官 精神科病房的病人，被稱為「那個督察」                                   | 中年     | 奧立佛·麥蘇希         | 主演            | 主演            | 主演            |
| 烏利希·尼爾森                    | 一名高中學生，困擾於他弟弟麥斯的失蹤 卡塔琳娜的丈夫；馬格努斯、瑪莎和米克爾的父親；一名警官 精神科病房的病人，被稱為「那個督察」                                   | 老年     | 溫法力德·格拉澤德     | Does not appear | 主演            | 常設            |
| 卡塔琳娜·尼爾森                  | 烏利希的女友，一名高中學生 烏利希的妻子；馬格努斯、瑪莎和米克爾的母親；一名高中校長                                                                                | 青少年   | 妮勒·特雷布斯         | 主演            | 客串            | 常設            |
| 卡塔琳娜·尼爾森                  | 烏利希的女友，一名高中學生 烏利希的妻子；馬格努斯、瑪莎和米克爾的母親；一名高中校長                                                                                | 中年     | 茱蒂·翠貝兒           | 主演            | 主演            | 主演            |
| 麥茲·尼爾森                      | 烏利希失蹤的弟弟 | 小孩     | 瓦倫丁·奧珀曼 （）    | 主演            | Does not appear | Does not appear |
| 特隆德·尼爾森                    | 阿格内丝的兒子，剛來到溫登 亞娜的丈夫；烏利希和麥茲的父親；一名記者 亞娜的丈夫；烏利希的父親；馬格努斯、瑪莎和米克爾的祖父                                         | 青少年   | 喬雄·馬龍 （）        | 常設            | 客串            | 客串            |
| 特隆德·尼爾森                    | 阿格内丝的兒子，剛來到溫登 亞娜的丈夫；烏利希和麥茲的父親；一名記者 亞娜的丈夫；烏利希的父親；馬格努斯、瑪莎和米克爾的祖父                                         | 中年     | 菲利克斯·克萊默       | 主演            | Does not appear | 客串            |
| 特隆德·尼爾森                    | 阿格内丝的兒子，剛來到溫登 亞娜的丈夫；烏利希和麥茲的父親；一名記者 亞娜的丈夫；烏利希的父親；馬格努斯、瑪莎和米克爾的祖父                                         | 老年     | 華爾德·克雷耶         | 主演            | 客串            | 常設            |
| 亞娜·尼爾森                      | 一個年輕的女孩 特隆德的妻子；烏利希和麥茲的母親 特隆德的妻子；烏利希的母親；馬格努斯、瑪莎和米克爾的祖母                                                           | 青少年   | 里克·辛德勒 （）      | 常設            | Does not appear | 客串            |
| 亞娜·尼爾森                      | 一個年輕的女孩 特隆德的妻子；烏利希和麥茲的母親 特隆德的妻子；烏利希的母親；馬格努斯、瑪莎和米克爾的祖母                                                           | 中年     | 安妮·列賓斯基 （）    | 主演            | Does not appear | 客串            |
| 亞娜·尼爾森                      | 一個年輕的女孩 特隆德的妻子；烏利希和麥茲的母親 特隆德的妻子；烏利希的母親；馬格努斯、瑪莎和米克爾的祖母                                                           | 老年     | 塔哈·賽布特           | 主演            | 客串            | Does not appear |
| 阿格内丝·尼爾森                  | 巴爾托斯與西利亞的女兒，諾亞的妹妹 特隆德的母親，剛回到溫登 | 小孩     | 海倫娜·皮斯克         | Does not appear | 客串            | Does not appear |
| 阿格内丝·尼爾森                  | 巴爾托斯與西利亞的女兒，諾亞的妹妹 特隆德的母親，剛回到溫登 | 成年     | 安潔·陶依             | 主演            | 常設            | 常設            |
| 法蘭西絲卡·多普勒                | 彼得與夏綠蒂的大女兒，約拿、馬格努斯和瑪莎的同學，二人均對瑪莎有好感 西蒙多的成員                                                                                  | 青少年   | 吉娜·艾丽斯·施蒂比茨  | 主演            | 主演            | 主演            |
| 法蘭西絲卡·多普勒                | 彼得與夏綠蒂的大女兒，約拿、馬格努斯和瑪莎的同學，二人均對瑪莎有好感 西蒙多的成員                                                                                  | 成年     | 卡丽娜·维泽           | Does not appear | 主演            | 主演            |
| 伊莉莎白·多普勒                  | 彼得與夏綠蒂的小女兒，法蘭西絲卡啞巴失聰的妹妹 溫登世界末日的倖存者的領袖，諾亞的妻子和夏綠蒂的母親                                                                | 小孩     | 卡洛塔·冯·法尔肯海因  | 主演            | 主演            | 主演            |
| 伊莉莎白·多普勒                  | 彼得與夏綠蒂的小女兒，法蘭西絲卡啞巴失聰的妹妹 溫登世界末日的倖存者的領袖，諾亞的妻子和夏綠蒂的母親                                                                | 成年     | 桑德拉·博格曼         | Does not appear | 主演            | 主演            |
| 彼得·多普勒                      | 黑爾格的兒子，在母親去世後前往溫登 黑爾格的兒子，法蘭西絲卡和伊莉莎白的父親，約拿的心理醫生                                                                        | 青少年   |                       | Does not appear | Does not appear | 客串            |
| 彼得·多普勒                      | 黑爾格的兒子，在母親去世後前往溫登 黑爾格的兒子，法蘭西絲卡和伊莉莎白的父親，約拿的心理醫生                                                                        | 中年     | 史蒂芬·卡姆沃斯       | 主演            | 主演            | 主演            |
| 夏綠蒂·多普勒                    | 諾亞與伊莉莎白所生的女嬰 一個年輕女人，由她的監護人H·G·坦浩斯扶養長大 彼得的妻子；法蘭西絲卡和伊莉莎白的母親；溫登的警察局長                                       | 嬰兒     |                       | Does not appear | Does not appear | 客串            |
| 夏綠蒂·多普勒                    | 諾亞與伊莉莎白所生的女嬰 一個年輕女人，由她的監護人H·G·坦浩斯扶養長大 彼得的妻子；法蘭西絲卡和伊莉莎白的母親；溫登的警察局長                                       | 青少年   | 史蒂芬妮·阿瑪蕾爾     | 主演            | Does not appear | 客串            |
| 夏綠蒂·多普勒                    | 諾亞與伊莉莎白所生的女嬰 一個年輕女人，由她的監護人H·G·坦浩斯扶養長大 彼得的妻子；法蘭西絲卡和伊莉莎白的母親；溫登的警察局長                                       | 中年     | 卡洛琳·艾奇霍恩       | 主演            | 主演            | 主演            |
| 黑爾格·多普勒                    | 貝恩德和格蕾塔的兒子 彼得的父親，一名發電廠的保全 精神科病房的病人                                                                                                 | 小孩     | 湯姆·菲利普 （）      | 主演            | 常設            | 常設            |
| 黑爾格·多普勒                    | 貝恩德和格蕾塔的兒子 彼得的父親，一名發電廠的保全 精神科病房的病人                                                                                                 | 中年     | 彼得·史耐特           | 主演            | 常設            | 客串            |
| 黑爾格·多普勒                    | 貝恩德和格蕾塔的兒子 彼得的父親，一名發電廠的保全 精神科病房的病人                                                                                                 | 老年     | 赫爾曼·貝葉爾         | 主演            | Does not appear | 主演            |
| 貝恩德·多普勒                    | 格蕾塔的丈夫，黑爾格的父親，核電廠的創辦人 黑爾格的父親，核電廠的前任廠長                                                                                          | 中年     | 安納托·陶布曼         | 主演            | Does not appear | 客串            |
| 貝恩德·多普勒                    | 格蕾塔的丈夫，黑爾格的父親，核電廠的創辦人 黑爾格的父親，核電廠的前任廠長                                                                                          | 老年     | 麥克·曼杜             | 主演            | 客串            | 客串            |
| 格蕾塔·多普勒                    | 貝恩德的妻子，黑爾格的母親 | 中年     | 康黛拉·薇格           | 主演            | 常設            | 客串            |
| H·G·坦浩斯                       | 一名鐘錶匠 夏綠蒂的監護人，一名鐘錶匠、理論物理學教授和"穿越時空"的作者                                                                                            | 成年     | 安德·克拉維特         | 主演            | 客串            | 常設            |
| H·G·坦浩斯                       | 一名鐘錶匠 夏綠蒂的監護人，一名鐘錶匠、理論物理學教授和"穿越時空"的作者                                                                                            | 老年     | 克利斯汀·史迪爾       | 主演            | 客串            | 主演            |
| 巴爾托斯·蒂德曼                  | 蕾吉娜和亞歷山大的兒子，約拿最好的朋友和瑪莎的男友 諾亞和阿格内丝的父親，西蒙多的成員                                                                              | 青少年   | 保羅·路克斯           | 主演            | 主演            | 主演            |
| 巴爾托斯·蒂德曼                  | 蕾吉娜和亞歷山大的兒子，約拿最好的朋友和瑪莎的男友 諾亞和阿格内丝的父親，西蒙多的成員                                                                              | 成年     | 羅曼·尼尼卡           | Does not appear | 客串            | 常設            |
| 蕾吉娜·蒂德曼                    | 克劳蒂亚的女兒 亞歷山大的妻子，巴爾托斯的母親，一名飯店經理 | 青少年   | 莉迪亞·麥克里茲 （）  | 主演            | 主演            | 客串            |
| 蕾吉娜·蒂德曼                    | 克劳蒂亚的女兒 亞歷山大的妻子，巴爾托斯的母親，一名飯店經理 | 中年     | 德柏拉·凱夫曼         | 主演            | 主演            | 主演            |
| 亞歷山大·蒂德曼                  | 一個神祕的年輕男人，本名為波里斯·尼沃德但盜用了亞歷山大·科勒的身分 蕾吉娜的丈夫（婚後冠妻姓），巴爾托斯的父親，核電廠的廠長                                        | 青年     | 貝拉·加博爾·倫茨      | 客串            | 客串            | 客串            |
| 亞歷山大·蒂德曼                  | 一個神祕的年輕男人，本名為波里斯·尼沃德但盜用了亞歷山大·科勒的身分 蕾吉娜的丈夫（婚後冠妻姓），巴爾托斯的父親，核電廠的廠長                                        | 中年     | 彼得·班奈狄克         | 主演            | 主演            | 主演            |
| 克劳蒂亚·蒂德曼                  | 伊根和多麗絲的女兒，黑爾格的課外教師 蕾吉娜的母親，核電廠的廠長 一個與西蒙多對立的時空旅人                                                                         | 青少年   | 格溫多琳·格貝爾 （）  | 常設            | 客串            | 客串            |
| 克劳蒂亚·蒂德曼                  | 伊根和多麗絲的女兒，黑爾格的課外教師 蕾吉娜的母親，核電廠的廠長 一個與西蒙多對立的時空旅人                                                                         | 中年     | 茱莉卡·詹金斯         | 主演            | 主演            | 主演            |
| 克劳蒂亚·蒂德曼                  | 伊根和多麗絲的女兒，黑爾格的課外教師 蕾吉娜的母親，核電廠的廠長 一個與西蒙多對立的時空旅人                                                                         | 老年     | 麗莎·克羅伊策         | 常設            | 主演            | 常設            |
| 伊根·蒂德曼                      | 克劳蒂亚的父親，一名警官 克劳蒂亚的父親，一名快要退休的總督察，調查麥茲失蹤案                                                                                      | 成年     | 賽巴斯汀·胡克         | 主演            | 常設            | 常設            |
| 伊根·蒂德曼                      | 克劳蒂亚的父親，一名警官 克劳蒂亚的父親，一名快要退休的總督察，調查麥茲失蹤案                                                                                      | 老年     | 克利斯汀·佩佐         | 主演            | 主演            | 常設            |
| 多麗絲·蒂德曼                    | 克劳蒂亚的母親和伊根的妻子 | 成年     | 露易絲·海爾           | 主演            | 常設            | 常設            |
| 漢諾·托伯／諾亞                  | 阿格内丝的哥哥，西蒙多的追隨者 一名神父和西蒙多的成員 | 青少年   | 馬克斯·施梅芬尼       | Does not appear | 主演            | 主演            |
| 漢諾·托伯／諾亞                  | 阿格内丝的哥哥，西蒙多的追隨者 一名神父和西蒙多的成員 | 成年     | 馬克·瓦斯奇科         | 主演            | 主演            | 主演            |
| 西利亞·蒂德曼                    | 漢娜和伊根的女兒 ，克勞蒂亞同父異母的姊妹 巴爾托斯妻子，諾亞同阿格内丝的母親 世界末日的生還者，伊麗莎白的手語翻譯 ，被稱為“未來的女孩”                             | 小孩     | 奧羅拉·德維西         | Does not appear | Does not appear | 客串            |
| 西利亞·蒂德曼                    | 漢娜和伊根的女兒 ，克勞蒂亞同父異母的姊妹 巴爾托斯妻子，諾亞同阿格内丝的母親 世界末日的生還者，伊麗莎白的手語翻譯 ，被稱為“未來的女孩”                             | 成年     | 尼利斯·布倫霍斯特     | Does not appear | Does not appear | 客串            |
| 西利亞·蒂德曼                    | 漢娜和伊根的女兒 ，克勞蒂亞同父異母的姊妹 巴爾托斯妻子，諾亞同阿格内丝的母親 世界末日的生還者，伊麗莎白的手語翻譯 ，被稱為“未來的女孩”                             | 青少年   | 蕾亞·馮·艾肯          | 客串            | 主演            | 主演            |

### 常設角色
| 角色              | 年份       | 描述                                               | 演員                 | 出場季數        | 出場季數        | 出場季數        |
| 角色              | 年份       | 描述                                               | 演員                 | 1               | 2               | 3               |
| ----------------- | ---------- | -------------------------------------------------- | -------------------- | --------------- | --------------- | --------------- |
| 克拉拉·施拉格     | 2019       | 照料黑爾格·多普勒的護士                            | 莉娜·多瑞里          | 常設            | Does not appear | Does not appear |
|                   | 2019       | 高中科學老師                                       | 尼爾斯·布倫霍斯特    | 常設            | Does not appear | 常設            |
|                   | 1986－1987 | 卡塔琳娜的朋友                                     | 塔拉·費歇爾          | 常設            | 常設            | 常設            |
| 克勞森            | 2020       | 一名警方的調查人員，來到溫登負責帶領失蹤人口專案組 | 西爾維斯特·格洛斯    | Does not appear | 主演            | Does not appear |
| 托本·沃勒         | 2019－2020 | 一名初級警官，貝尼/貝納黛特的哥哥                  | 利奧波德·霍爾寧      | 常設            | 常設            | 常設            |
| 尤根·奧本多夫     | 2019－2020 | 艾瑞克·奧本多夫的父親                              | 湯姆·賈恩            | 常設            | Does not appear | Does not appear |
| 埃達·海曼         | 2019       | 一名病理學家                                       | 安娜·柯尼格          | 常設            | Does not appear | 常設            |
| 亞辛·弗里斯       | 2019       | 伊莉莎白·多普勒的朋友                              | 維科·米克 （）       | 常設            | Does not appear | Does not appear |
| 烏多·邁耶         | 1953－1954 | 一名病理學家                                       | 亨寧·皮克            | 常設            | 常設            | Does not appear |
| 塞爾瑪·阿倫斯     | 1986       | 一名個案工作者                                     | 芭芭拉·菲利普        | 常設            | Does not appear | Does not appear |
| 艾瑞克·奧本多夫   | 2019       | 一個在2019年失蹤的青少年毒販                       | 保羅·拉敦 （）       | 常設            | Does not appear | Does not appear |
| 貝尼/貝納黛特     | 2019－2020 | 一名跨性別妓女，托本的妹妹                         | 安東·魯布索夫        | 常設            | 常設            | 常設            |
| 多納塔·克勞斯     | 1986       | 一名護士，伊内丝·坎瓦尔德的同事                    | 安娜·勳伯格 （）     | 常設            | Does not appear | Does not appear |
|                   | 2020       | 一名核電廠工人                                     | 安德烈亞斯·史羅德    | Does not appear | 常設            | Does not appear |
| 尤斯蒂娜·楊考斯基 | 2019－2020 | 一名初級警官                                       | 米克·席穆拉          | 常設            | 常設            | 常設            |
| 亞斯明·特雷文     | 1986－1987 | 克劳蒂亚·蒂德曼的秘書                              | 蕾亞·維爾科斯基 （） | 常設            | 常設            | 常設            |
|                   | 1953－1954 | 一名警官，伊根·蒂德曼的同事                        | 羅蘭·沃爾夫          | 常設            | 常設            | Does not appear |

## 集數
| 季數 | 集数 | 集数 | 上線日期      | 上線日期      |
| ---- | ---- | ---- | ------------- | ------------- |
| 1    | 10   | 10   | 2017年12月1日 | 2017年12月1日 |
| 2    | 8    | 8    | 2019年6月21日 | 2019年6月21日 |
| 3    | 8    | 8    | 2020年6月27日 | 2020年6月27日 |

### 第1季（2017年）
| 總集數 | 集數 （季） | 標題       | 導演           | 編劇                          | 上線日期      |
| --- | ----------- | ---------- | -------------- | ----------------------------- | ------------- |
| 1 | 1           | 秘密       | 巴兰·博·奥达尔 | 扬特耶·弗里泽、巴兰·博·奥达尔 | 2017年12月1日 |
| 2019年6月，43歲的米夏埃尔·坎瓦尔德自殺了，但他的母親伊内丝在被別人發現前，把他的遺書藏了起來。11月4日，麥可的兒子約拿接受了幾個月的精神治療後回到了學校，跟他的死黨巴爾托斯·蒂德曼重逢，巴爾托斯現在正在跟約拿喜歡的女生瑪莎約會。高中的大麻主要供應商艾瑞克·奧本多夫失蹤了兩個星期，調查被指派給了警官烏利希·尼爾森——瑪莎、馬格努斯和米克爾的父親，他因為調查毫無線索而備受煎熬。同時，烏利希背著他的妻子——高中校長卡塔琳娜，跟約拿的母親漢娜偷情。距離小鎮即將關閉的核電廠不遠處，約拿、巴爾托斯、米克爾和法蘭西絲卡·多普勒在搜索艾瑞克藏匿毒品的洞穴時，被一股怪異的聲響和手電筒的閃爍驚嚇到了。而在他們逃離洞穴時，米克爾不見了。第二天，一個小男孩的屍體被發現，但不是米克爾的屍體。在一個未知的地點，一個穿著連帽衣的人影把艾瑞克綑在椅子上，將一個機械裝置固定在他的頭上。                                           |             |            |                |                               |               |
| 2 | 2           | 謊言       | 巴兰·博·奥达尔 | 扬特耶·弗里泽、羅尼·沙爾克    | 2017年12月1日 |
| 米克爾的失蹤將記憶帶回到了1986年，烏利希的弟弟麥茲失蹤時，而烏利希開始相信艾瑞克、米克爾的失蹤和第三名男孩的屍體互有關聯。搜尋洞穴時，他找到了一個被鎖住的通往核電廠的門，雖然核電廠的廠長、巴爾托斯的父親亞歷山大·蒂德曼拒絕了烏利希進入核電廠的請求，烏利希仍然可以排查核電廠司機艾瑞克·奧本多夫的父親的嫌疑。警察局長夏綠蒂·多普勒知道了那個穿著1980年代裝扮死去的小男孩的死亡時間僅在16小時前，且他的耳朵被極大的壓力摧毀了。後來，燈光開始閃爍、鳥兒從空中墜亡，讓夏綠蒂更加擔心。同時，一個蓬頭垢面的異鄉人入住了巴爾托斯的母親蕾吉娜擁有的飯店。烏利希的母親亞娜對他說謊，在知道她的丈夫特隆德離開了房子的情況下，聲稱米克爾失蹤當晚他一整晚都跟她在一起。破曉時分，迷失的米克爾在洞穴醒來並跑回了家，卻只發現了他現在所處的時空：1986年11月5日。                                                                    |             |            |                |                               |               |
| 3 | 3           | 過去與現在 | 巴兰·博·奥达尔 | 扬特耶·弗里泽、馬爾克·O·聖    | 2017年12月1日 |
| 1986年，麥茲·尼爾森失蹤4週後，警官伊根·蒂德曼懷疑米克爾被年少的烏利希毆打，把他帶走。護士伊内丝·坎瓦尔德得到了米克爾的信任，把他帶到了醫院。在核電廠，伊根的女兒和蕾吉娜的母親、新上任的廠長克勞蒂亞·蒂德曼跟前任廠長貝恩德·多普勒爭論，因為他把秘密藏在附近洞穴裡的桶告知克勞蒂亞。貝恩德的兒子，保全黑爾格給了克勞蒂亞一本書：HG坦浩斯所著的《穿越時光之旅》（Eine Reise durch die Zeit）。同時，隨著小鎮的電力開始閃爍，青少女夏綠蒂開始研究多隻鳥兒的死亡，害羞的漢娜暗戀烏利希，而蕾吉娜被霸凌並開始自殘。一群綿羊被發現鼓膜破裂、心搏停止死亡，而在一個未知場所，一個男人需要修補一個黃銅機器的鐘錶。米克爾從醫院溜走回到洞穴；他不小心受傷後開始呼救。在2019年的烏利希也回到了洞穴，聽到了米克爾微弱的呼救聲，但無法看到對方。                                                                                       |             |            |                |                               |               |
| 4 | 4           |            | 巴兰·博·奥达尔 | 馬丁·比恩克、扬特耶·弗里泽    | 2017年12月1日 |
| 2019年，約拿在家裡的車庫找到了關於洞穴的地圖和筆記，同時夏綠蒂試圖找到失蹤的男孩和死去的鳥兒之間的連結——男孩的屍體鼓膜燒毀。鳥隻也跟在車諾比核事故後的鳥兒有相似的現象，夏綠蒂懷疑這跟1986年溫登事件的連結。與此同時，她跟心理學家彼得的婚姻正在分崩離析，因為他被發現跟一個跨性別妓女外遇，而且她發現彼得在米克爾失蹤當晚駕車外出的證據，儘管他聲稱沒有。他們的長女法蘭西絲卡，向馬格努斯·尼爾森坦露因為她父母岌岌可危的婚姻，她打算離開溫登，最後發生了性關係。法蘭西絲卡的聾人妹妹伊莉莎白放學後失蹤了，不過最終安全回到家中，並解釋她遇見了一個神祕的男子諾亞，給了她一個曾屬於夏綠蒂的錶。與此同時，彼得患了失智症的父親黑爾格被發現在森林中漫步，聲稱他「必須阻止諾亞」。第二天早上，一個穿著連帽衣的人影接近伊莉莎白的朋友亞辛，並告訴他是諾亞派他來的。                                                             |             |            |                |                               |               |
| 5 | 5           | 真相       | 巴兰·博·奥达尔 | 馬丁·比恩克、扬特耶·弗里泽    | 2017年12月1日 |
| 1986年，米克爾在洞穴中摔斷腿後回到了醫院，並被有一位名為諾亞的牧師探望他。見證了烏利希和卡塔琳娜做愛後，漢娜故意告訴警察說她看見烏利希強姦了卡塔琳娜，烏利希隨後被逮捕。 2019年，亞辛也消失了，恐慌開始蔓延整個小鎮，夏綠蒂指控彼得與男孩們的失蹤有關。漢娜想要繼續她與烏利希的外遇，但他憤怒地拒絕了。在飯店，異鄉人在離開幾天前讓蕾吉娜遞送一個包裹給約拿，在麥可的墳墓，異鄉人接近約拿，告訴他約拿的父親曾救他一命。巴爾托斯遇見了艾瑞克·奧本多夫的毒品供應商——33年前探望米克爾的同一個牧師。後來，約拿收到了異鄉人的包裹，裡面有一盞燈、一台蓋革計數器和麥可的遺書。在遺書裡，約拿的父親解釋在2019年11月4日，他時空旅行回到了1986年，在那他被困住並由伊内丝扶養長大，最後娶了漢娜並生下約拿。於是，米克爾·尼爾森變成了米夏埃尔·坎瓦尔德。                                                                               |             |            |                |                               |               |
| 6 | 6           |            | 巴兰·博·奥达尔 | 扬特耶·弗里泽、羅尼·沙爾克    | 2017年12月1日 |
| 2019年，尼爾森一家開始互相爭吵，蕾吉娜發現自己有乳癌，烏利希發現他的父親在麥茲失蹤時在跟克勞蒂亞偷情。知道蕾吉娜是1986年最後一個見到麥茲的人後，烏利希跟她對質，在說出她對在童年霸凌她的烏利希的憎恨的同時，也讓他知道了陷害他強姦的人是漢娜。去停屍房查看後，烏利希終於意識到死去的男孩是33年前的麥茲。與此同時，約拿沒能告訴他母親關於遺書的事，但他帶著父親的筆記和異鄉人寄來的裝備，進入了洞穴。在洞穴裡，他發現一個門，上面刻著一句拉丁語：「」（西蒙多克列阿圖斯艾斯特，意為「世界因此而創造」），爬到門的另一邊後，他看到了麥茲·尼爾森的失蹤傳單。一輛廂型車經過約拿並停下：車上是14歲的漢娜和他的父親塞巴斯蒂安，提議在雨中載他一程，警告他因為最近的車諾比核事故導致的酸雨。 |             |            |                |                               |               |
| 7 | 7           | 交叉路口   | 巴兰·博·奥达尔 | 扬特耶·弗里泽、馬爾克·O·聖    | 2017年12月1日 |
| 2019年，警察終於得以進入核電廠，夏綠蒂在洞穴裡找到了一個被焊接封住的門。與此同時，烏利希找到了伊根在1986年的筆記，使黑爾格成為嫌疑犯，並到養老院拜訪他。受驚的黑爾格聲稱他可以改變過去和未來。烏利希被停職，卡塔琳娜跟他對質關於他的外遇。夏綠蒂發現洞穴就在黑爾格所擁有的一個小木屋下方，稍後她收到了烏利希的語音訊息，說明黑爾格是綁架者，但問題不在於他「如何」辦到，而是「何時」動了手腳。深夜，黑爾格離開了養老院，烏利希從他的房間拿了一本書：HG坦浩斯所著的《穿越時光之旅》，並跟蹤黑爾格。 1986年，黑爾格在麥茲失蹤當晚在核電廠工作，被伊根審問他的行蹤。異鄉人警告約拿，將米克爾帶回家會導致他將不會出生。卡塔琳娜沒能說服伊根她沒有被烏利希強姦，而黑爾格和諾亞準備從黑爾格的小木屋後的地堡裡移走亞辛的屍體。 |             |            |                |                               |               |
| 8 | 8           | 種瓜得瓜   | 巴兰·博·奥达尔 | 馬丁·比恩克、扬特耶·弗里泽    | 2017年12月1日 |
| 1953年，鳥兒開始死亡，兩具無名屍體，艾瑞克和亞辛被發現。警察局長丹尼爾·康瓦和警官伊根·蒂德曼困惑於男孩奇怪的裝扮。烏利希從2019年回到了1953年，並遇見了幾個當地人，包括新來者阿格内丝·尼爾森和她的兒子特隆德，他們準備在蒂德曼的別墅租住，以及一名叫HG坦浩斯的鐘錶匠，他還沒掌握2019年黑爾格房間裡書上的知識。透過年幼的伊内丝和亞娜，烏利希知道了兩具屍體的事，在跟9歲的黑爾格見面時，他意識到殺了黑爾格將能拯救男孩們的性命。他連續重撃黑爾格，把他留在地堡等死。後來，坦浩斯發現了烏利希遺落的智慧型手機。 1986年，異鄉人與更年長的坦浩斯見面，分享他透過蟲洞時間旅行的理論。異鄉人證實了他的理論並說明溫登就存在著這樣的一個蟲洞，可以讓人穿越到33年前或33年後。他請求坦浩斯修好一個損壞的黃銅裝置，這樣他就能摧毀蟲洞。坦浩斯後來拿出了裝置的原型，並把兩個裝置並排研究。                                               |             |            |                |                               |               |
| 9 | 9           |            | 巴兰·博·奥达尔 | 扬特耶·弗里泽、馬爾克·O·聖    | 2017年12月1日 |
| 1986年，烏利希的強姦指控被撤銷，漢娜偷偷發現了一個新來的自稱亞歷山大·科勒的年輕男人，盜用了別人的身分。克勞蒂亞遇見了她在1953年失蹤的寵物狗葛瑞琴（Gretchen），牠安然無恙地出現在了洞穴裡，克勞蒂亞開始讀坦浩斯的著作。貝恩德承認藏著的桶裡裝著一場爆炸漏出的放射性物質，克勞蒂亞僱用了亞歷山大將門秘密焊接封住。在與黑爾格爭執中（揭示了被綁架的男孩因為諾亞試圖製造時光機而死）諾亞聲明他的任務是解放人性，將自己跟聖經的諾亞連結。 2019年，漢娜利用她過去發現的亞歷山大的秘密勒索他摧毀烏利希的生命，而蕾吉娜發現異鄉人的研究資料。巴爾托斯被推測死亡的外婆，克勞蒂亞跟他見面。然後巴爾托斯與諾亞見面，同意加入他。 1953年，黑爾格被上報失蹤，在1986年和2019年以相同的年齡出現的諾亞提供教牧關懷給黑爾格的母親格蕾塔。烏利希被逮捕並認罪謀殺黑爾格。2019年的克勞蒂亞進入了坦浩斯的鐘錶鋪，拿著黃銅機器的藍圖，要坦浩斯製造給她。 |             |            |                |                               |               |
| 10 | 10          |            | 巴兰·博·奥达尔 | 扬特耶·弗里泽、羅尼·沙爾克    | 2017年12月1日 |
| 米克爾失蹤當晚，麥茲的屍體突然出現，彼得正在察看黑爾格荒涼的小木屋。他把特隆德叫到小屋，隨後克勞蒂亞到來並叫他們搬動屍體。 1986年，約拿為了把米克爾帶回2019年而穿越回1986年，卻被諾亞和黑爾格綁架。同樣回到了1986年的年長的黑爾格死去，因為他試圖開車撞死年輕的自己。約拿在地堡醒來，看見異鄉人，告訴約拿他就是長大後的約拿後離開，準備使用黃銅機器摧毀蟲洞，坦浩斯用成年約拿帶給他的損壞版本和烏利希的智慧型手機完成了機器。 2019年，夏綠蒂發現1953年一篇關於黑爾格被綁架的文章，刊登了一張烏利希的照片。諾亞告訴巴爾托斯他們的主要敵人是克勞黛亞，不知情地，將要創造蟲洞。1953年，9歲的黑爾格在蟲洞出現時恢復了意識，蟲洞將他與身處1986年的約拿連接。當他們的雙手相互觸碰到時，黑爾格被傳送到了1986年，而約拿甦醒在時值2052年，世界末日後的溫登，被一個武裝的女孩打昏。                                                   |             |            |                |                               |               |

### 第2季（2019年）
| 總集數 | 集數 （季） | 標題       | 導演           | 編劇                             | 上線日期      |
| --- | ----------- | ---------- | -------------- | -------------------------------- | ------------- |
| 11 | 1           | 開始與結束 | 巴兰·博·奥达尔 | 扬特耶·弗里泽、達芬尼·費拉羅（Daphne Ferraro） | 2019年6月21日 |
| 1921年，在溫登外有兩個男人正在建造一條通道，後來通道將會成為傳送門。其中一個男人——年輕的諾亞，因懷疑另一個拿著鋤頭的男人「失去了他的信念」而殺害了他。年輕的諾亞受到年長的自己的指導。年長的諾亞是一個時空旅行者組織「西蒙多」（Sic Mundus）的成員，組織由一個毀容的神秘人亞當領導，他讓年長的亞當奪回克勞蒂亞日記遺失的頁面，以準備將在2020年6月27日發生的「世界末日」。 2020年6月21日，世界末日六天前，溫登的情況變得更加緊繃。一名調查人員，克勞森來到溫登，協助夏綠蒂及警方調查失蹤案件——包括黑爾格、約拿和烏利希。卡塔琳娜搜索洞穴，試圖找到答案。瑪莎跟巴爾托斯分手，而他現在加入了諾亞的行動。來自未來的成年約拿讓他的母親漢娜知道了自己的身份。亞歷山大派手下將一輛裝有放射性廢料的卡車移入核電廠。 2053年，年少的約拿仍被困在世界末日後的溫登，知道了在原本的世界即將發生的世界末日。他計劃阻止，但受到成年的伊莉莎白嚴格看管。伊莉莎白在世界末日倖存，現在是倖存者們的領袖。她禁止任何人進入現被稱作「死亡區」的核電廠，違者將被處以死刑。約拿無視她制定的規則，進入了死亡區，在粒子反應爐內找到了一團飄浮的巨大非晶質球體。                                                                                 |             |            |                |                                  |               |
| 12 | 2           | 闇物質     | 巴兰·博·奥达尔 | 扬特耶·弗里泽、羅尼·沙爾克       | 2019年6月21日 |
| 1987年，米克爾掙扎於以麥可的身份重新開始生活並由伊内丝作為她的監護人。年老的克勞蒂亞造訪年輕的自己，告知她關於時空旅行的事，並給了她埋在自家後院的時光機的座標。伊根此時已經退休，患有晚期癌症，並懷疑自己在1953年關於死亡孩童屍體所做的行動。他訪問了黑爾格並到當地精神病院拜訪年老的烏利希——他因被誤判犯下謀殺罪而被囚禁了34年。烏利希粗暴地拒絕了伊根，並說他無知。 2020年，世界末日五天前，克勞森和夏綠蒂訪問了罹患乳癌的蕾吉娜。她談論到失蹤發生期間住在她飯店的異鄉人，留下了他的行李，包括幾頁坦浩斯的著作。新的證據讓被坦浩斯扶養長大的夏綠蒂開始對自己的身世產生疑問。成年的約拿把關於時空旅行的事告訴了漢娜，並把她帶到1987年，看到米克爾在伊内丝家中。 2053年，約拿克勞蒂亞關於「上帝粒子」的錄音，瞭解到反應爐裡的球體可以用作時空旅行的傳送門。他偷走了燃料想啟動傳送門，但被成年的伊莉莎白逮到，他最初被當眾懸吊，但最終沒有行刑被關進監獄。伊莉莎白的手語翻譯西利亞，懷疑伊莉莎白的立場並釋放了約拿。他們來到死亡區，並成功穩定了上帝粒子。約拿直接進入了裡面，留下西利亞一個人。 |             |            |                |                                  |               |
| 13 | 3           | 鬼魂       | 巴兰·博·奥达尔 | 扬特耶·弗里泽、馬爾克·O·聖       | 2019年6月21日 |
| 1954年，年幼的黑爾格在失蹤7個月後毀容回到家中，但對除諾亞外的人一言不發，在過去7個月裡與他在1987年製造新的時光機。伊根的妻子多麗絲出軌，與阿格内丝發生外遇。稍後，年老的克勞蒂亞與前西蒙多成員阿格内丝相遇。阿格内丝跟她的哥哥諾亞見面，並告訴他遺失頁面的位置，希望重新加入西蒙多。克勞蒂亞拜訪她年輕的父親並向他道歉，讓他很迷惑。克勞蒂亞在森林裡遇見諾亞並被他殺死。諾亞取回遺失的頁面，看到他的發現後驚愕。伊根訪問黑爾格不成功，並到監獄查看了毫無反應的烏利希。 1987年，伊根在精神病院造訪年老的烏利希。烏利希將自己的身分告訴伊根，讓伊根想起了米克爾最初在1986年出現時的說法。訪問了伊内丝過後，伊根把米克爾的照片給年老的烏利希看。烏利希攻擊了伊根後被控制。克勞蒂亞拜訪了黑爾格後，使用她找到的時光機穿越到2020年；她看到病危的蕾吉娜後潸然淚下。 |             |            |                |                                  |               |
| 14 | 4           |            | 巴兰·博·奥达尔 | 扬特耶·弗里泽、馬丁·比恩克       | 2019年6月21日 |
| 受傷的約拿發現自己身處1921年的溫登，被居民發現並把他帶回家中護理。他與年輕的諾亞和諾亞的妹妹阿格内丝短暫的見了一面。他嘗試通過傳送門返回2020年，但只發現自己被困住了，因為傳送門尚未建造。年輕的諾亞把約拿帶到教堂，遇見了年長的諾亞並把他送去與亞當見面，亞當透露自己就是年老的約拿。 2020年，成年的約拿和漢娜到地堡，與夏綠蒂和彼得見面，並討論了時空旅行的存在，且透露給了多疑的卡塔琳娜。1987年版本的克勞蒂亞時空旅行到2020年，並前往公共圖書館，發現了伊根的死亡；然後她回到了1987年。多疑的克勞森訊問亞歷山大，說出了自己原來的姓氏——科勒——跟蕾吉娜結婚前的姓。瑪莎、馬格努斯、法蘭西絲卡和伊莉莎白探索洞穴，發現了帶著時光機的巴爾托斯。一行人把巴爾托斯綁住留在洞穴裡，帶走了時光機。 2053年，西利亞正想走出死亡區時，被成年的伊莉莎白持槍質問。經過一番激烈的對話，伊莉莎白坦承自己早就知道上帝粒子的存在。 |             |            |                |                                  |               |
| 15 | 5           |            | 巴兰·博·奥达尔 | 扬特耶·弗里泽、羅尼·沙爾克       | 2019年6月21日 |
| 1921年，亞當跟約拿討論他的哲學，約拿為自己年老後變得如此麻木不仁而感到沮喪。亞當告訴約拿關於一個可以改變過去的「漏洞」，向他展示了可以通往任何時間的上帝粒子。約拿決定回到麥可自殺前一天，以勸說他別自殺。 1987年，克勞蒂亞邀請伊根搬到她家，希望能避免他即將到來的死亡。被監禁的烏利希逃出精神病房，到康瓦家看望米克爾。二人對話後，米克爾意識到這個老人就是他父親。烏利希嘗試把米克爾帶到洞穴，但被警察抓住。米克爾重回伊内丝家中，而烏利希回到病房。 2020年，卡塔琳娜試圖向馬格努斯和瑪莎解釋自己的發現，但因她近來對孩子的冷淡而被拒絕。於是卡塔琳娜找到漢娜幫她理解時空旅行。成年的約拿到尼爾森家中，給瑪莎留下一條項鍊，並到多普勒家幫夏綠蒂。夏綠蒂說明坦浩斯不是她真正的祖父，她從未得知自己父母的身分。馬格努斯、瑪莎、法蘭西絲卡和伊莉莎白回到洞穴，巴爾托斯向他們解釋時光機，把他們帶到了1987年。諾亞到坦浩斯的工作坊看望夏綠蒂，揭露了他是夏綠蒂的父親。 |             |            |                |                                  |               |
| 16 | 6           |            | 巴兰·博·奥达尔 | 扬特耶·弗里泽、馬丁·比恩克       | 2019年6月21日 |
| 約拿穿越回2019年6月20日阻止麥可自殺。2019年版本的約拿跟瑪莎、巴爾托斯和馬格努斯一起去海灘；麥可跟年幼的自己相遇，十分緊張；夏綠蒂為彼得外遇的事跟他吵架；亞歷山大害怕他的過往將浮上水面。目睹2019年的自己離開湖邊後，2020年的約拿跟瑪莎度過了親密的時刻。2019年的約拿和漢娜到尼爾森家，慶祝烏利希和卡塔琳娜的結婚紀念日，約拿跟瑪莎發生關係，而烏利希開始跟漢娜偷情。2020年的約拿試圖說服父親放棄自殺，但麥可卻聲稱自己未曾考慮自殺，並揭示了當初把米克爾帶進傳送門的就是約拿本人。讀了自己的遺書後，麥可聯想到或許約拿在那的真正原因，是讓他知道自己該做的是和遺書該寫的內容。年老的克勞蒂亞來到房子，說服約拿和麥可，麥可必須在2019年死掉，以及年幼的米克爾必須穿越到過去，這樣約拿才能讓所有事情照常發生，因為他在這事件中的角色比他想的更重要。在1921年，兩名西蒙多的成員——年老的馬格努斯和法蘭西絲卡對亞當表明擔憂。 |             |            |                |                                  |               |
| 17 | 7           | 白惡魔     | 巴兰·博·奥达尔 | 扬特耶·弗里泽、馬爾克·O·聖       | 2019年6月21日 |
| 1954年，伊根從克勞蒂亞的驗屍官得知她的死因是槍殺，且屍體有著不尋常的放射性。他們認為或許她就是綁架黑爾格的人，但黑爾格說「他」曾說過關於克勞蒂亞——白惡魔的事。漢娜來到1954年，在精神病院冒充自己的身分是卡塔琳娜·尼爾森，並要求跟被監禁的烏利希見面。她讓烏利希在她和卡塔琳娜之間做出抉擇；他堅稱自己會為她離開卡塔琳娜，只要她幫烏利希離開，但漢娜不相信他並無情地離開。她告訴伊根那不是她的丈夫。 1987年，克勞蒂亞嘗試阻止她父親的死亡。伊根好奇烏利希再次嘗試到洞穴的原因，但克勞蒂亞堅稱洞穴空無一物。伊根意識到克勞蒂亞知道時空旅行，並自私地將洞穴用於她自己的利益。他們為了電話而打鬥，伊根跌倒並撞到頭。奄奄一息的伊根說她就是白惡魔。克勞蒂亞回到自己家中後，2020年的約拿用年老的克勞蒂亞給的鑰匙進入她家。他告訴克勞蒂亞，他們仍能改變事情。 2020年，瑪莎跟成年的約拿見面，卡塔琳娜告訴瑪莎約拿是她的姪子，讓她十分震驚。克勞森質問亞歷山大的背景，告訴他自己的兄弟在1986年失蹤，而且他兄弟的名字是亞歷山大·科勒。克勞森向他展示一封匿名信件，上面寫著去溫登就能找到關於克勞森兄弟的答案。亞歷山大啞口無言。                                                                                                 |             |            |                |                                  |               |
| 18 | 8           | 結束與開始 | 巴兰·博·奥达尔 | 扬特耶·弗里泽、達芬尼·費拉羅     | 2019年6月21日 |
| 巴爾托斯將年老的克勞蒂亞留下的最後訊息傳傳達給蕾吉娜：一張她們在1986年的照片。年輕的約拿和克勞蒂亞帶著機器來到洞穴，約拿向克勞蒂亞解釋，年老的她教導了約拿如何拯救世界，而亞當則想毀滅世界。沃勒告訴夏綠蒂，他幫亞歷山大把放射性廢料埋在了核電廠的地面下，而夏綠蒂認為克勞森進入那片區域將會引發世界末日。諾亞向亞當透露自己找到了最後的頁面，並嘗試殺死亞當，但亞當拿出了一張伊莉莎白的照片，她將會成為諾亞的妻子和夏綠蒂的母親。於是馬格努斯、法蘭西絲卡和阿格内丝安撫諾亞，阿格内丝朝諾亞開槍。年輕的約拿和克勞蒂亞在洞穴內開啟時光機，從而使過去和未來相互連接。年輕的諾亞到約拿2020年的家中，與成年的約拿見面，並給他一封瑪莎寫給他的信。年輕的約拿和瑪莎重聚，但被亞當打斷，亞當開槍射擊瑪莎。在核電廠裡，克勞森強迫開啟放射性廢料桶，內含沾上了闇物質的岩石。在2053年，伊莉莎白啟動了機器，同時在1921年的馬格努斯法蘭西絲卡也啟動了機器。於是，2020年的闇物質被觸發了活性，開始成形。正當卡塔琳娜進入洞穴並開啟西蒙多大門時，闇物質創造了一個傳送門，連接了2053年的伊莉莎白和2020年的夏綠蒂。世界末日隨之而來時，年輕的約拿遇見了另一個瑪莎，她開啟了備用的時光機，並說她不是從別的時空來的，而是來自別的世界。 |             |            |                |                                  |               |

### 第3季（2020年）
| 總集數 | 集數 （季） | 標題   | 導演           | 編劇                       | 上線日期      |
| --- | ----------- | ------ | -------------- | -------------------------- | ------------- |
| 19 | 1           |        | 巴兰·博·奥达尔 | 扬特耶·弗里泽              | 2020年6月27日 |
| 约拿与异次元的玛莎穿越到了一个约拿从未出生的平行世界。在这个异次元中的2019年11月，汉娜怀孕了，并且嫁给了乌里希；乌里希正与夏绿蒂有外遇；卡塔琳娜和乌里希离婚了；法兰西丝卡失聪了，而非伊丽莎白；彼得是牧师，而非心理学家；玛莎正与艾瑞克·奥本多夫的兄弟基里安约会，而非巴尔托斯；蕾吉娜已经过世。在约拿能找到更多线索前，玛莎再次消失。他随后遇到了老年玛莎，并得知了即使他不存在于这个世界上，这个世界仍然会一次又一次地崩坏。异次元的玛莎穿越回了1888年9月21日，遇到了成年的约拿。他正在建造一台机器，用以激活上帝粒子。她告诉约拿她是前来寻找各自世界中一切的起源。此外，一位未知的时间旅人，正以他的童年、成年和老年形态同时出现，并且烧毁了西蒙多的教堂，随后在贝恩德·多普勒的家中暗杀了他，窃取了核电厂的钥匙。 |             |        |                |                            |               |
| 20 | 2           | 倖存者 | 巴兰·博·奥达尔 | 扬特耶·弗里泽、馬爾克·O·聖 | 2020年6月27日 |
| 在1888年的坦浩斯机械工厂内，法兰西丝卡、马格努斯、巴尔托斯和成年约拿从异次元的玛莎口中得知了第二个世界。巴尔托斯告诉了玛莎他们是如何来到1888年的。老年的古斯塔夫·坦浩斯（H.G.坦浩斯的祖父）许诺约拿可以建立一个天堂。巴尔托斯向玛莎展示了秘密小屋，玛莎则向他揭示了约拿就是亚当。 在1986年，成年的卡塔琳娜在精神病院中见到了乌里希，并且承诺帮他逃离。特隆德与亚娜的婚姻由于麦兹的死亡与特隆德和克劳蒂亚的外遇而陷入紧张。特隆德见到了蕾吉娜（特隆德相信是他的孩子），并且为了他自己的婚姻，决定停止调查克劳蒂亚的消失。 在末日后的2020年，克劳蒂亚正在照顾病中的蕾吉娜。随后，老特隆德找到了蕾吉娜并努力捂死了她。彼得与伊丽莎白在寻找夏绿蒂和法兰西丝卡，并且得知了温登周边将会建起隔离墙。青年诺亚告诉他们他想保护伊丽莎白，并且他在洞穴中睡眠。成年克劳蒂亚寻找一种能拯救将会死去的人们的方法。在异次元的2020年，老年玛莎向约拿展示了完整的温登家谱，并指出两个世界都陷入了一个不可分割的“结”。未知的时间旅人三人闯入了核电厂，并暗杀了克劳蒂亚的秘书茉莉。 |             |        |                |                            |               |
| 21 | 3           |        | 巴兰·博·奥达尔 | 扬特耶·弗里泽              | 2020年6月27日 |
| 在1888年，未知的穿越者谋杀了古斯塔夫·坦浩斯。异次元的玛莎向巴尔托斯揭示了他的世界中的玛莎是被亚当杀害的，从而使巴尔托斯对约拿产生怀疑。玛莎给了约拿一个可以激活上帝粒子的胶囊，从而让约拿相信她是可信任的。约拿尝试激活上帝粒子，但是电源出了问题。玛莎趁着不注意，穿越到了2053年，并被揭示她其实是听从了亚当的命令。 在异次元的2020年，老年玛莎告诉约拿她是“夏娃”——在此世界中亚当的对立面。并且他们是要拯救两个次元。她告诉约拿他必须要在他的世界中的玛莎与夏娃中做出选择，并且向异次元的玛莎展示了未来。未知的穿越者被揭示是为夏娃工作，并且将核电厂的容量控制系统的钥匙交给了她。异次元的乌里希告诉他的手下，基里安、巴尔托斯、法兰西丝卡、马格努斯和玛莎找到了一具来自1980年代的未知儿童尸体。异次元的夏绿蒂造访了地堡，并找到了黑尔格的项链。汉娜知道了乌里希的外遇，并且勒索亚历山大，让他毁掉夏绿蒂的生活。黑尔格坦白是他杀了麦兹·尼尔森。约拿在异次元的温登中向2019年的玛莎解释了他的出现，然后带领她穿越了洞穴中的虫洞。他们两人来到了沙漠地貌，遇到了老年玛莎。她告诉他们处于未来。 |             |        |                |                            |               |
| 22 | 4           |        | 巴兰·博·奥达尔 | 扬特耶·弗里泽              | 2020年6月27日 |
| 在1954年，青年特隆德遇到了成年的未知的穿越者。他告诉特隆德他在很久之前遇到了他的母亲，并为他取了名（暗示了他就是特隆德的父亲）。他给了特隆德一个形似衔尾蛇的手镯。伊根正与成年汉娜（化名“卡塔琳娜”）有着外遇，并给了她圣克里斯多弗的项链。伊妮丝、克劳蒂亚、亚娜在森林中会面。多丽丝向伊根寻求帮助，来寻找艾格尼丝·尼尔森，随后在教堂中遇到了未知的穿越者，向她暗示了伊根有了外遇。成年的汉娜发现自己怀孕了，并告诉了伊根，而伊根质疑这是否是他的孩子，并给了她堕胎的钱。伊根试图与多丽丝和解，但她决定离婚，并最终导致伊根陷入了酗酒。汉娜在等待堕胎时，遇到了青年海伦娜·亚尔伯（最终成为了卡塔琳娜的母亲），然后她决定放弃，并将伊根给她的圣克里斯多弗项链留给了海伦娜。格蕾塔遇到伊根，并向他问起了失踪的牧师汉诺·陶伯（诺亚）。亚娜在湖边遇到了特隆德，然后他将从未知的穿越者那里收到的手镯交给了她。三位未知的穿越者威胁了市长，让他签署了核电厂的建造许可。 在2053年，艾格尼丝和亚当在安全屋中观察了上帝粒子，艾格尼丝说她知道真正的起源，随后进入了上帝粒子。 在异次元的2052年，约拿和玛莎在地堡中遇到了成年的玛莎。她告诉他们如果他们能够阻止打开那些桶，就可以阻止世界末日。但是只有一个世界能得到拯救，而约拿必须要选择夏娃，而不是他的玛莎。异次元的诺亚现身于地堡中，提及并不会有开始或者终结，而是一个无限的圆环。玛莎和约拿回到了2019年，并发生了关系。在2053年，亚当告诉玛莎，她与约拿的孩子——未知的穿越者——正是起源。 |             |        |                |                            |               |
| 23 | 5           | 生與死 | 巴兰·博·奥达尔 | 扬特耶·弗里泽              | 2020年6月27日 |
| 在异次元中，约拿带领玛莎来到了电厂，但是在她伤到了脸颊以致脸上留下了类似于夏娃脸上的疤痕之后，他意识到夏娃欺骗了他，并且他们仅仅是在重复时间线。他和玛莎前去与夏娃争论，夏娃也以她的成年和青年身份出现。她告诉约拿，他已经完成了在这个次元中需要做的事情。另一个脸上带有大伤疤的青年玛莎从门后出现，射杀了约拿。 在2020年，彼得继续寻找他的长女和妻子。伊丽莎白尝试让他相信她们已经死了，但是他拒绝承认，并且继续搜寻。回到拖车之后，她遇到了一位入侵者，他将她绑住并试图强暴她。彼得回到了拖车并尝试保护她，但是他遭到了入侵者的杀害。伊丽莎白用灭火器砸死了入侵者。她去到了洞穴并被诺亚发现。 与此同时，克劳蒂亚遇到了从夏娃的世界来的她自己，警告她约拿会摧毁两个世界来解开这个结，于是她必须指导所有人就位。 在1987年，卡塔琳娜制定了一个计划，想从她在精神病院工作的母亲海伦娜那边偷走钥匙卡，以解救乌里希。她跟踪海伦娜穿过了树林，但是她们起了冲突，结局是海伦娜使用石头砸死了卡塔琳娜，并将她溺死于湖中。她没有注意到圣克里斯多弗项链掉在了湖边（然后玛莎会在2019年发现它）。 与此同时，H.G.坦浩斯向青年夏绿蒂揭示了一件事，在他的儿子、儿媳和孙女在车祸中丧生之后，有两位神秘的女士将她交给了他，坦言他并不知道她真正的父母是谁。沮丧的夏绿蒂随后在公交站遇到了彼得，而他是首次前来温登见他的父亲，黑尔格。 |             |        |                |                            |               |
| 24 | 6           | 光與影 | 巴兰·博·奥达尔 | 扬特耶·弗里泽、馬爾克·O·聖 | 2020年6月27日 |
| 在2053年，亚当囚禁了怀孕的玛莎。玛莎好奇为何在她的世界，约拿死后，亚当依然存活。亚当尝试在两个世界的末日时激活上帝粒子并将末世的能量释放到玛莎身上，永远杀死她和她的孩子，以此摧毁起源。 在2020年，克劳蒂亚造访了已遗弃的电厂，并发现上帝粒子处于休眠中。她遇上了约拿，后者显而易见还活着。在异次元的2052年，夏娃向已经有伤疤的她自己解释到，在亚当的世界中，玛莎的死亡，是两个平行世界的重叠点：另一个场景，约拿并未遇到异次元的玛莎，从而存活在他自己的世界中，也存在。这一系列发散的事件链因量子纠缠而共存。 玛莎穿越到了异次元中的世界末日那一天，并尝试从马格努斯处寻求帮助，但是未果。她随后找到了巴尔托斯，告诉他世界末日将会因为打开了电厂中的桶而引发。因为联系不上亚历山大，玛莎和巴尔托斯赶去了电厂，但是中途被成年的马格努斯和法兰西丝卡（从约拿的次元中前来）所截获，解释到夏娃欺骗了她。他们将玛莎送上了从末日中解救约拿的任务。巴尔托斯遇见了成年的他自己。他是由夏娃送来，与光明组织的其他心腹（成年和青年的诺亚、伊根和玛莎）一起，以确保她的计划成功。 |             |        |                |                            |               |
| 25 | 7           |        | 巴兰·博·奥达尔 | 扬特耶·弗里泽              | 2020年6月27日 |
| 这一集追踪了自1888年到2054年间发生的不同事件，这些事件补完了循环。这一集起始于H.G.坦浩斯解释了薛定谔的猫，以及两个分支的事件：其中一个，异次元的玛莎从末日中拯救了约拿，而另一个，她被巴尔托斯拦住（使得约拿活过了他在异次元中的死亡点，这件事在另一场景中发生）。在后者中，巴尔托斯将玛莎带到了异次元的夏娃面前，而她告诉玛莎当约拿与2019年的玛莎到来时，杀死约拿。 在1890年，巴尔托斯遇到了西利亚。她是由亚当从2053年送回的。他们之后有了两个孩子：汉诺（诺亚）和艾格尼丝（西利亚因她出生而死）。在1911年，汉娜带着年幼的西利亚找到了约拿，而他正在变为亚当的路上。约拿杀死了汉娜，并将西利亚招揽为了西蒙多的最后一名成员。 在2023年，约拿和克劳蒂亚激活上帝粒子的尝试失败了。约拿因绝望而尝试自杀，但是被青年诺亚所阻止。青年诺亚向约拿证明了他目前无法自杀，并提醒了他要帮助诺亚和克劳蒂亚恢复上帝粒子的承诺。这份努力持续到了2040年，那时伊丽莎白产下了夏绿蒂，而从2053年穿越至2041年的成年伊丽莎白和夏绿蒂拐走了婴儿夏绿蒂（最终被交到了坦浩斯手上）。诺亚怀疑克劳蒂亚要为此负责，从而他开始追寻克劳蒂亚的笔记本中缺失的页码，而这是亚当于1920年向西蒙多最终灌输的。同时，克劳蒂亚杀死了异次元的她自己，并成为了在两个世界中穿越了多次的人。在2054年，老年克劳蒂亚送成年的约拿回到2019年的温登来完成他的使命，从而开始了第一季中的事件循环。 在2053年，亚当尝试摧毁起源以抹杀他的存在的尝试失败了，使他感到震惊。他随后遇上了老年的克劳蒂亚，告诉他，她知道世界是如何相连的。 |             |        |                |                            |               |
| 26 | 8           | 天堂   | 巴兰·博·奥达尔 | 扬特耶·弗里泽              | 2020年6月27日 |
| 在2053年，克劳蒂亚向亚当解释了他和夏娃是如何由一个无法解开的特里克特拉绑定在一起的。在他们的世界之外还有一个起源世界，而他们的两个世界是在不停地重复循环（包括了亚当试图终结它的尝试）。克劳蒂亚指导亚当，在第三个世界（起源世界）中阻止起源——在那里，H.G.坦浩斯构建了一台时间机器，以阻止他的儿子，儿媳和孙女在车祸中丧生，而这无意间将他的世界分割成了亚当和夏娃所在的两个连接着的世界。 在2052年，夏娃的世界中，夏娃将青年玛莎介绍给了她的儿子，未知者，并强迫她射杀了约拿，正如年轻的她自己所见到的一样，并声称这对于拯救他们儿子是必要的。 亚当回到了世界末日那一天的约拿身边，并带走了约拿，催促他与玛莎一道阻止起源，因为他们是一个整体的部分。亚当造访了夏娃，并且拒绝射杀她，使得她感到震惊。夏娃意识到循环终于得到终结，于是她与亚当相拥。第一世界中的约拿和第二世界中的玛莎穿过了洞穴中的通道，穿越到了起源世界，并成功避免了坦浩斯的儿子马雷克、他的妻子和儿子的死亡，从而消灭了坦浩斯创造时间机器的痛楚来源。因为起源被避免，两个世界中的约拿、玛莎和其他角色的存在均被抹除。 仅在起源世界中与家族的其他部分没有血缘关联的主要角色还存在。他们是汉娜、卡塔琳娜、彼得、蕾吉娜和沃勒一族。此外，贝恩德在這世界不存在，而克劳蒂亚和是蕾吉娜的母親。彼得与贝纳黛特在恋爱中；蕾吉娜和卡塔琳娜很开心，并且均为单身，因为乌里希并不存在于起源世界中，而蕾吉娜也未遇到亚历山大/鲍里斯；汉娜正在期待她与托本·沃勒的孩子。这六个人正在蕾吉娜的家中（在亚当世界中是康瓦家的住所，在夏娃世界中是尼尔森家的住所）享受晚餐。中途，出现了一阵电闪雷鸣，而汉娜注意到了一件黄色的雨衣（与约拿和玛莎在他们各自的世界中所穿的相似），并体验到了一阵既视感。她的回忆揭示了与这两个世界相似的命运，暗示了他们身上的事件在起源世界中仍然受到了影响。当被问到孩子怎么命名时，汉娜思考了一下，并决定命名为约拿。 |             |        |                |                            |               |

## 製作
Netflix在2016年2月批准了影集第1季，由10集組成，每集時長為一小時。主要攝影於2016年10月18日在柏林和柏林周邊地區開拍（包括薩爾姆恩德和布蘭登堡的特倫斯多夫），並於2017年3月結束拍攝。約拿和諾亞相遇的教堂在施塔恩斯多夫的施塔恩斯多夫的西南教堂墓地拍攝。高中地點在柏林夏洛滕堡-維爾默斯多夫街區的Reinfelder學校拍攝。橋梁和鐵路軌道則在大萬湖附近的Düppeler森林中拍攝。
影集以4K（超高畫質）解析度拍攝。這是Netflix第一部德語原創影集，跟隨Netflix製作國際原創影集的趨勢，包括2015年墨西哥影集、2016年巴西影集《3%》和2017年義大利影集。
2018年6月開始，第2季主要於柏林外景拍攝。
第3季於2019年5月開始拍攝，並於2019年12月拍攝完工。

## 發行
影集第1季於2017年12月1日發布。
第2季於2017年12月20日在影集和Netflix的德語Facebook專頁宣布。2019年4月26日，宣布第2季將於2019年6月21日首映。
2020年5月26日，宣布最終季第3季將於2020年6月27日發布。

## 反響
第1季收到了大部分評論家的正面評價，並被注意到與1990年代電視影集《雙峰》和2016年Netflix影集《怪奇物語》有著相似之處。匯總媒體網站爛番茄對第1季的評分為89％的正面評價，基於44個評分，平均值為7.14分（滿分為10分）。網站的「評論家共識」（英語：Critics Consensus）認為「《闇》的核心主題展開緩慢，情節緊張且令人恐懼，在影片上成功達到了黑色科幻片的頂點，讓人起雞皮疙瘩」。 影集以其基調、敘事的複雜性和步調而備受稱讚。在Metacritic上收到了67分（滿分為100分），基於14則評論，在網站上被評為「總體好評」（英語：generally favorable reviews）。許多評論家聲稱其比《怪奇物語》更黑暗且更有深度。然而，也有一些評論認為其傳達訊息的手法過於粗糙，缺乏能引起共鳴的角色，以及影集在某些方面上缺乏新意。
在爛番茄上，影集第2季得到了100%的評分，基於28則評論，平均分為8.07／10。網站的「評論家共識」認為「《闇》第2季製作豪華，更加深入了節目精心設計的主題，鞏固了其作為串流平台上最有力且最古怪的影集之一的地位。」 影集在Netflix上線首周就在IMDb的「最受歡迎電視節目」榜單上登頂。評論家稱第2季比第1季更加怪誕，充滿不詳的氣息。評論家也說影集的部分橋段顛覆了關於時空旅行的概念。

## 獎項和提名
影集在2018年金相機電視獎中的三個獎項被提名：最佳影集獎；最佳女演員獎：卡洛琳·艾奇霍恩（飾演夏綠蒂·多普勒）；以及最佳男演員獎：奧立佛·麥蘇希（飾演烏利希·尼爾森）。 三項提名均落選，但路易斯·霍夫曼獲頒了「最佳新人」獎以表彰其出演《闇》的主角（以及他在多部電影中的演出）的表現。2018年8月，影集獲得了巴西2018年BreakTudo獎提名最佳電視節目獎，演員路易斯·霍夫曼獲「國際演員」獎提名。
影集奪得了2018年德國葛里姆獎最佳電視小說獎，並為獎項單獨挑選出了以下演員和劇組人員：
1. 扬特耶·弗里泽（英语：Jantje Friese）（劇本）
2. 巴兰·博·奥达尔（英语：Baran bo Odar）（導演）
3. 烏多·邁耶（德語：Udo Kramer）（美術指導）
4. 西蒙妮·貝爾（德語：Simone Baer）（選角）
5. 安吉拉·溫克勒（英语：Angela Winkler）（女演員）
6. 路易斯·霍夫曼（男演員）
7. 奧立佛·麥蘇希（男演員）

以上提到的男演員獲「全體演員代表」獎。

## 外部連結
- 官方网站
- 互联网电影数据库（IMDb）上《闇》的资料（英文）
- . Netflix.io.   [2020-03-27]. （原始内容存档于2021-03-04）. 《闇》官方剧情指导
- Metacritic上的《闇》 （页面存档备份，存于）
- 爛番茄上的《闇》 （页面存档备份，存于）